# Jaehyun
Jeong Yun-o (hangul: 정윤오 (); nacido Jeong Jae-hyun; Seúl, 14 de febrero de 1997), más conocido por su nombre artístico Jaehyun, es un cantante, rapero, bailarín, mc, actor y compositor surcoreano, conocido por ser miembro del grupo masculino surcoreano NCT y de sus subunidades NCT 127 y NCT U. Hizo su debut en solitario el 26 de agosto de 2024, con el álbum de estudio J.
Presentado por primera vez en diciembre de 2013 como aprendiz del equipo predebut SM Rookies, debutó en abril de 2016 como miembro de la subunidad de NCT NCT U, y como miembro de otra subunidad de NCT, NCT 127, en julio de 2016.
Hasta 2024, Jaehyun había lanzado cinco sencillos en solitario: «Forever Only» y «Horizon», ambos como parte del proyecto NCT Lab, mientras que «Roses», «Dandelion» y «Smoke» formaban parte de su álbum debut J. Además de la música, también presentó el programa de radio NCT Night Night de marzo de 2017 a enero de 2019, y el programa de televisión Inkigayo de octubre de 2019 a febrero de 2021. Más tarde, debutó como actor con un papel principal en la serie de televisión romántica juvenil Dear. M (2022), e hizo su debut cinematográfico en la película de suspenso y misterio You Will Die In 6 Hours. Desde junio de 2022, Jaehyun es embajador global de la marca de lujo italiana Prada. Es considerado uno de los embajadores de moda más populares de Corea del Sur.

## Biografía
Jaehyun nació el 14 de febrero de 1997 en Seúl, Corea del Sur. Aunque nació con el nombre de Jeong Jae-hyun (정재현 ()), luego cambió legalmente su nombre a Jeong Yun-o (정윤오 ()). A la edad de cinco años, Jaehyun se mudó a Connecticut, Estados Unidos con sus padres, donde usó el nombre inglés Jay Jeong. Como resultado, habla con fluidez tanto inglés como coreano. Reveló que mientras estudiaba en Connecticut, era el único estudiante asiático en la escuela. Jaehyun regresó a Corea del Sur a la edad de diez años, y mencionó que le costó adaptarse nuevamente a la cultura coreana.
Jaehyun entrenó Taekwondo, logrando obtener el cinturón negro. Más tarde, se interesó por la música a temprana edad debido a la influencia de sus padres, aprendiendo a tocar la guitarra y el piano, y finalmente, comenzó a cantar durante la escuela secundaria. Su abuela, bailarina profesional retirada, también fue su guía durante su formación en danza. Su maestra de escuela primaria, Lee Eun-yeol, también lo inspiró a dedicarse a la música. Jaehyun asistió a la escuela secundaria Shindong y a la escuela secundaria Apgujeong y luego se transfirió a la Escuela de Artes Escénicas de Seúl en su segundo año de escuela secundaria y se graduó en 2016. Solía ser presidente del consejo estudiantil.

## Carrera

### 2012-2016: Actividades predebut
Jaehyun fue elegido por SM Entertainment en 2012, siendo descubierto por varios cazatalentos frente a su escuela. Hizo una audición con una interpretación de "Mama" de Exo. El 9 de diciembre de 2013, fue presentado como miembro del equipo de entrenamiento predebut SM Rookies. En 2014, participó con otros miembros de NCT en el programa Exo 90:2014, donde interpretaron canciones de la década de 1990. Del 21 de enero al 1 de julio de 2015, él y su compañero de grupo Doyoung fueron presentadores del programa Show Champion. En julio de 2015, él y su compañero de grupo Ten compitieron en el Hope Basketball All-Star. En diciembre de 2015, Jaehyun interpretó "A Whole New World" en The Mickey Mouse Club.

### 2016-2018: Debut con NCT
En abril de 2016, Jaehyun debutó oficialmente como miembro de la subunidad de NCT NCT U, con los sencillos "The 7th Sense" y "Without You". El 10 de julio, hizo su debut como miembro de otra subunidad de NCT, NCT 127, con su primer EP titulado NCT 127. En marzo de 2017, Jaehyun se unió al programa de radio NCT Night Night como DJ junto a su compañero de grupo Johnny. En noviembre de 2017, Jaehyun y Dear lanzaron la canción "Try Again" para el proyecto SM Station. En diciembre, apareció en el vídeo musical del sencillo "The Little Match Girl" de Wendy y Baek A-yeon. En enero de 2018, Jaehyun lanzó el sencillo "Timeless", junto con una nueva formación de NCT U como parte del proyecto SM Station.

### 2019-2023: Proyectos en solitario, proyectos de actuación
En octubre de 2019, Jaehyun se convirtió en uno de los tres presentadores del programa musical surcoreano Inkigayo, junto a Minhyuk y Naeun, presentando el programa todos los domingos. El 4 de septiembre de 2020, se confirmó que Jaehyun haría su debut como actor como Cha Min-ho, un estudiante de segundo año de informática en la Universidad Seoyeon, en el drama de KBS2 Dear. M, que originalmente se iba a estrenar en 2021. La emisión del drama se pospuso indefinidamente después de que la actriz principal Park Hye-su fuera acusada de acoso escolar. Después de un retraso de casi dos años, la serie se estrenó globalmente el 29 de junio de 2022 a través del servicio de streaming Viki.
El 2 de noviembre de 2021, se confirmó que Jaehyun protagonizaría una serie web de KakaoTV, una nueva versión de la película surcoreana de 2001 Bungee Jumping of Their Own, interpretando el papel principal de Im Hyun-bin. El 9 de diciembre del mismo año, durante la preproducción, KakaoTV anunció la cancelación del proyecto debido a preocupaciones con respecto a la trama LGBT por parte del guionista de la película original.
El 18 de agosto de 2022, Jaehyun lanzó su primer sencillo "Forever Only" como parte del proyecto NCT Lab. "Forever Only" fue descrita como una canción de K-pop y R&B, y cuya letra fue escrita por él mismo. Recibió críticas positivas de los críticos y debutó en el puesto número 14 en el Billboard World Digital Songs de los Estados Unidos y en el puesto 120 en el Circle Digital Chart de Corea del Sur.
El 3 de julio de 2023, se anunció que Jaehyun haría su debut cinematográfico en el thriller de misterio You Will Die In 6 Hours, basado en la novela japonesa del mismo nombre. Interpretó al personaje principal Junwoo, protagonizando la película junto a Park Ju-hyun y Kwak Si-yang. El 8 de agosto, lanzó su segundo sencillo en solitario titulado "Horizon" como parte del proyecto NCT Lab. La canción se describe como una pista romántica de R&B y soul que él mismo escribió y compuso. El sencillo debutó en el puesto número 38 en el Circle Digital Chart, así como en el primer y tercer lugar del BGM Chart y Download Chart, respectivamente. "Horizon" se convirtió en el sencillo en solitario de Jaehyun más exitoso en Corea del Sur.

### 2024-presente: Debut en solitario conJ, debut en la gran pantalla, concierto con fans y "Unconditional"
En agosto de 2024, SM anunció que Jaehyun debutaría como solista con su primer álbum de estudio J. El álbum de ocho pistas se lanzó el 26 de agosto, e incluyó versiones en coreano e inglés de la canción principal "Smoke". Jaehyun también participó en la producción del álbum, no solo en el proceso de composición, sino también en su dirección y título. Entre las ocho pistas, contribuyó a crear cinco canciones del álbum. Jaehyun participó en la escritura de la letra de su canción principal "Smoke", la composición y letra de "Roses" y "Flamin' Hot Lemon", con Azad del dúo musical estadounidense Emotional Oranges, además de componer completamente las canciones "Dandelion" y "Can't Get You". Jaehyun declaró: "Para cada canción de este álbum, quise mostrar un concepto e imagen diferente, y realmente quería que se sintiera como un álbum clásico para que se pudiese escuchar en cualquier momento. Esa fue la idea".
Antes del lanzamiento del álbum, Jaehyun lanzó previamente dos canciones del álbum como sencillos digitales, "Roses" y "Dandelion", el 12 de agosto. El día del lanzamiento del álbum, Jaehyun organizó un evento titulado Jaehyun Vol. 1 . El álbum debutó en el número tres en el Circle Album Chart, el número 11 en el US Heatseekers Albums (Billboard), el número 18 en el US Top Albums Sales (Billboard) y el número siete en Japanese Albums (Oricon). "Smoke" también debutó en el número uno en Circle Digital Chart, dos semanas seguidas después de su lanzamiento. El 7 de septiembre, "Smoke" logró el primer lugar en el programa de música surcoreano Show! Music Core, convirtiendo a Jaehyun en el primer solista de NCT en ganar un programa de música surcoreano.
El 16 de octubre, Jaehyun hizo su debut cinematográfico en el thriller de misterio You Will Die in 6 Hours. La película ocupó el puesto número uno en reservas de entradas de CGV. Las entradas para las proyecciones especiales de preestreno y los saludos en el escenario también se agotaron por completo rápidamente. La película ocupó el puesto número 1 en ventas de películas independientes y de arte, y rompió un récord de películas independientes vendidas internacionalmente, logrando venderse a 76 países en todo el mundo. Un funcionario de la industria cinematográfica surcoreana declaró: "Esta película ya ha alcanzado y logrado récords mundiales antes de su estreno. El debut de Jeong Jae-hyun en la pantalla grande ha demostrado un increíble poder en la venta de entradas, lo que realmente la convierte en una bestia en la taquilla".
Antes de su servicio militar obligatorio, Jaehyun lanzó un sencillo titulado "Unconditional" el 24 de octubre de 2024, y realizó un concierto para fans titulado "2024 Jaehyun Fan-Con <Mute>" durante dos días, el 26 y 27 de octubre de 2024 en el SK Olympic Handball Gymnasium en Seúl.

## Vida personal

### Servicio militar
El 26 de septiembre de 2024, SM Entertainment anunció que Jaehyun había comenzado el proceso de alistamiento para realizar el servicio militar obligatorio.  Jaehyun se alistó en el Ejército de la República de Corea el 4 de noviembre de 2024 como miembro de la Banda del Ejército. Está previsto que sea dado de alta el 3 de mayo de 2026.

## Respaldos
Después de varias colaboraciones exitosas con Prada, Jaehyun fue seleccionado como embajador global en junio de 2022, citando su influencia y su estilo de moda único como motivo. En 2023, modeló para la campaña SS23 de Prada, convirtiéndose en la primera celebridad surcoreana en ser elegida como modelo para la principal campaña global de la marca. La campaña se inspiró en las características de las películas clásicas de Hollywood y Europa. Jaehyun apareció en ella junto a los actores Vincent Cassel, Louis Partridge, Hunter Schafer y Letitia Wright y las modelos Guinevere van Seenus y Rachel Williams.
Varias publicaciones nombraron a Jaehyun como uno de los embajadores de marcas de moda más influyentes de Corea del Sur, destacando el aumento de compras y popularidad de Prada desde el nombramiento de Jaehyun como embajador global en junio de 2022.
El 14 de julio de 2024, la marca de dulces indonesa TicTac confirmó a Jaehyun como su nuevo embajador, protagonizando así un comercial promocionando sus nuevos sabores. El 16 de agosto, se anunció que Jaehyun sería el nuevo embajador de la marca de cosméticos surcoreana Clio Cosmetics. Se lanzaron varias campañas de productos con Jaehyun como modelo. El 5 de septiembre, la marca tailandesa de cuidado del cabello GoHair anunció a Jaehyun como su nuevo embajador.

## Discografía

### Álbumes de estudio
| Título | Detalles | Posiciones máximas en el gráfico | Posiciones máximas en el gráfico | Ventas                       | Certificaciones    |
| Título | Detalles | COR                              | JPN                              | Ventas                       | Certificaciones    |
| ------ | --- | -------------------------------- | -------------------------------- | ---------------------------- | ------------------ |
| J      | - Lanzamiento: 26 de agosto de 2024 - Etiquetas: SM Entertainment, Kakao Entertainment - Formatos: CD, descarga digital, streaming | 3                                | 7                                | - COR: 450,772 - JPN: 13,909 | - KMCA: 1× Platino |

### Sencillos

#### Como artista principal
| Título                                                                                     | Año  | Posiciones más altas en los gráficos | Posiciones más altas en los gráficos | Posiciones más altas en los gráficos | Posiciones más altas en los gráficos | Álbum               |
| Título                                                                                     | Año  | COR                                  | UK Dig.                              | US World                             | VIE                                  | Álbum               |
| ------------------------------------------------------------------------------------------ | ---- | ------------------------------------ | ------------------------------------ | ------------------------------------ | ------------------------------------ | ------------------- |
| "Try Again" (con d.ear)                                                                    | 2017 | —                                    | —                                    | —                                    | 95                                   | SM Station Season 2 |
| "Forever Only"                                                                             | 2022 | 120                                  | —                                    | 14                                   | —                                    | NCT Lab             |
| "Horizon"                                                                                  | 2023 | 38                                   | —                                    | —                                    | —                                    | NCT Lab             |
| "Roses"                                                                                    | 2024 | —                                    | —                                    | —                                    | —                                    | J                   |
| "Dandelion"                                                                                | 2024 | —                                    | —                                    | —                                    | —                                    | J                   |
| "Smoke"                                                                                    | 2024 | 4                                    | 29                                   | —                                    | —                                    | J                   |
| "Unconditional"                                                                            | 2024 | —                                    | —                                    | —                                    | —                                    | Sencillo sin álbum  |
| "—" indica lanzamientos que no figuraron en las listas o que no se lanzaron en esa región. |      |                                      |                                      |                                      |                                      |                     |

#### Colaboraciones
| Título                                                                                     | Año  | Posiciones máximas en los gráficos | Álbum              |
| Título                                                                                     | Año  | COR                                | Álbum              |
| ------------------------------------------------------------------------------------------ | ---- | ---------------------------------- | ------------------ |
| "Call It Off" (Emotional Oranges feat. Jaehyun)                                            | 2025 | TBA                                | Sencillo sin álbum |
| "—" indica lanzamientos que no figuraron en las listas o que no se lanzaron en esa región. |      |                                    |                    |

### Otras canciones en las listas
| Título                 | Año  | Posiciones más altas en los gráficos | Álbum |
| Título                 | Año  | COR Down.                            | Álbum |
| ---------------------- | ---- | ------------------------------------ | ----- |
| "Flamin' Hot Lemon"    | 2024 | 54                                   | J     |
| "Completely"           | 2024 | 64                                   | J     |
| "Can't Get You"        | 2024 | 67                                   | J     |
| "Easy"                 | 2024 | 68                                   | J     |
| "Smoke" (English ver.) | 2024 | 87                                   | J     |

### Créditos como compositor de canciones
| Año  | Canción               | Artista(s) | Álbum                    |
| ---- | --------------------- | ---------- | ------------------------ |
| 2016 | "Fire Truck"          | NCT 127    | NCT 127                  |
| 2020 | "Dancing in the Rain" | NCT U      | NCT 2020 Resonance Pt. 1 |
| 2021 | "Lost"                | Jaehyun    | -                        |
| 2022 | "Forever Only"        | Jaehyun    | NCT Lab                  |
| 2023 | "Horizon"             | Jaehyun    | NCT Lab                  |
| 2024 | "Smoke"               | Jaehyun    | J                        |
| 2024 | "Roses"               | Jaehyun    | J                        |
| 2024 | "Flamin' Hot Lemon"   | Jaehyun    | J                        |
| 2024 | "Dandelion"           | Jaehyun    | J                        |
| 2024 | "Easy"                | Jaehyun    | J                        |
| 2024 | "Can't Get You"       | Jaehyun    | J                        |
| 2024 | "Unconditional"       | Jaehyun    | -                        |

## Filmografía

### Películas
| Año  | Título                  | Papel  | Ref.   |
| ---- | ----------------------- | ------ | ------ |
| 2024 | You Will Die In 6 Hours | Junwoo | [ 48 ] |

### Series de televisión
| Año  | Título | Papel      | Ref.   |
| ---- | ------ | ---------- | ------ |
| 2022 | Dear.M | Cha Min-ho | [ 19 ] |

### Programas de televisión
| Año  | Título                    | Papel    | Notas                           | Ref.   |
| ---- | ------------------------- | -------- | ------------------------------- | ------ |
| 2017 | Law of the Jungle in Fiji | Él mismo |                                 | [ 49 ] |
| 2023 | NCT 127: The Lost Boys    | Sí mismo | Documental; original de Disney+ |        |

### Presentador
| Año       | Título        | Papel     | Notas                    | Ref.   |
| --------- | ------------- | --------- | ------------------------ | ------ |
| 2015      | Show Champion | Anfitrión | con Doyoung              | [ 11 ] |
| 2019-2021 | Inkigayo      | Anfitrión | con Minhyuk y Lee Na-eun | [ 18 ] |

### Programas de radio
| Año       | Título          | Notas      | Ref.   |
| --------- | --------------- | ---------- | ------ |
| 2017-2019 | NCT Night Night | con Johnny | [ 15 ] |

## Premios y nominaciones
| Ceremonia de entrega de premios | Año  | Categoría                     | Nominado / Trabajo nominado | Resultado | Ref.   |
| ------------------------------- | ---- | ----------------------------- | --------------------------- | --------- | ------ |
| Hanteo Music Awards             | 2025 | Artista global – Asia         | Jaehyun                     | Nominado  | [ 50 ] |
| Hanteo Music Awards             | 2025 | Artista global – Oceanía      | Jaehyun                     | Nominado  | [ 50 ] |
| Hanteo Music Awards             | 2025 | Artista global – África       | Jaehyun                     | Nominado  | [ 50 ] |
| Hanteo Music Awards             | 2025 | Artista global – Europa       | Jaehyun                     | Nominado  | [ 50 ] |
| Hanteo Music Awards             | 2025 | Artista global – Norteamérica | Jaehyun                     | Nominado  | [ 50 ] |
| Hanteo Music Awards             | 2025 | Artista global – Sudamérica   | Jaehyun                     | Nominado  | [ 50 ] |